# Edward M. Kennedy
Edward Moore (Ted) Kennedy (Boston, 21. veljače, 1932. – Hyannis Port, 25. kolovoza 2009.), američki demokratski političar. Bio je brat Johna i Roberta Kennedyja, a nakon njihove smrti postao je starješina obitelji Kennedy.
Političku karijeru započeo je kao pomoćnik državnog odvjetnika za distrikt Sufolk (1956. – 1960.), no uskoro postaje vodeći član Demokratske stranke i senator Massachusettsa od 1963. godine.
Odgovornost za automobilsku nesreću iz 1969. godine u kojoj je poginula njegova suradnica spriječila ga je da se kandidira na predsjedničkim izborima 1972. godine. Za vrijeme svoje političke karijere bio je biran čak devet puta u Američki Senat zbog čega je bio poznat kao jedan od najdugovječnijih senatora u američkoj povijesti.